# Strangers from Hell
Strangers from Hell (hangeul : 타인은 지옥이다 ; RR : Taineun Jiogida, littéralement « D'autres sont de l'enfer ») est une série télévisée de type thriller psychologique sud-coréenne en 10 épisodes de 60 minutes développée par Jeong I-do et diffusée entre le 31 août 2019 et 6 octobre 2019 sur la chaîne OCN,. Il s'agit de l'adaptation du Naver Webtoon coréen du même titre de Kim Yong-ki.

## Synopsis
Le jeune homme Yoon Jong-woo (Yim Si-wan) arrive à Séoul après avoir décroché un stage dans une entreprise. Tout en cherchant un endroit où séjourner, il tombe sur la résidence « Eden » : le seul dortoir qui se trouve être dans son budget. Bien qu'il ne soit pas ravi de la qualité du lieu et de la présence des étranges résidents, dont son voisin Seo Moon-jo (Lee Dong-wook), il décide de prendre sur lui jusqu'à ce qu'il économise suffisamment d'argent pour déménager dans un endroit plus décent. Cependant les choses vont complètement basculer lorsque des événements mystérieux vont se produire et que des résidents vont commencer à disparaître. Malgré l'angoisse pesante qui plane sur le dortoir, le jeune Yoon Jong-woo (Im Si-wan) va se rapprocher de son voisin Moon-jo qui se trouve avoir plus de points communs avec lui qu'il ne le pensait…

## Distribution

### Personnages principaux
- Yim Si-wan : Yoon Jong-woo, un écrivain qui va emménager dans la chambre 303 de la résidence Eden.
- Lee Dong-wook : Seo Moon-jo, un dentiste qui vit dans la chambre 304 de la résidence Eden[4],[5].

### Personnages secondaires

#### Collègues de Yoon Jong-woo
- Cha Rae-hyung (ko) : Shin Jae-ho, un ami d'université et maintenant patron de l'entreprise dans laquelle Jong-woo va travailler[6].
- Kim Han-jong (ko) : Park Byeong-min, le chef de Jong-woo dans l'entreprise[7].
- Oh Hye-won (ko) : Son Yoo-jeong, la seule collègue féminine de Jong-woo[8].
- Park Ji-han : Go Sang-man, chef de section à la compagnie de Jong-won[9].

#### Les résidents du dortoir « Eden »
- Lee Jung-eun : Eom Bok-soon, la propriétaire du dortoir Eden[10].
- Lee Hyun-wook (ko) : Yoo Gi-hyeok, un résident habitant dans la chambre 302.
- Park Jong-hwan : Byeon Deuk-jong / Byeon Deuk-soo, les frères jumeaux qui vivent respectivement dans les chambres 306 et 307[11].
- Lee Joong-ok (ko) : Hong Nam-bok, le résident habitant dans la chambre 313.
- Hyun Bong-sik (ko) : Ahn Hee-joong, le résident habitant dans la chambre 310[12].

#### Autres
- Ahn Eun-jin : So Jung-hwa, policière diplômée en ingénierie[13].
- Yoon Sung-won (ko) : le chef de patrouille
- Kim Ji-eun : Min Ji-eun, l'employée de bureau et petite amie de Jong-woo[14].
- Song Wook-kyung (ko) : Cha Sung-ryeol, le détective travaillant souvent avec des gangsters[15].
- Lee Suk (ko) : Joo Yoo-cheol, le journaliste[16].
- Ha Seon-haeng : So Jae-heon, l'ancien détective et père de Jung-hwa
- Son Young-soon (ko) : la grand-mère de So Jung-hwa
- Noh Jong-hyun : Kang Seok-yoon, le nouveau résident à « Eden »[17].
- Song Yoo-hyun : Han Go-eun, le patron de Ji-eun[18].

### Apparitions exceptionnelles
- Park Seung-tae (ko) : le fleuriste
- Nam Jung-hee (ko) : la victime d'un meurtre
- Anupam Tripathi : Kumail
- Kim Yannie : la femme de Kumail

## Production

### Développement
La première lecture du scénario a lieu en avril 2019 dans le quartier Sangam-dong à Séoul.

### Musique
| Sortie le 31 août 2019 | Sortie le 31 août 2019      | Sortie le 31 août 2019 | Sortie le 31 août 2019 | Sortie le 31 août 2019 | Sortie le 31 août 2019 | Sortie le 31 août 2019 | Sortie le 31 août 2019 | Sortie le 31 août 2019 | Sortie le 31 août 2019 |
| No                     | Titre                       | Artiste                | Durée                  |                        |                        |                        |                        |                        |                        |
| ---------------------- | --------------------------- | ---------------------- | ---------------------- | ---------------------- | ---------------------- | ---------------------- | ---------------------- | ---------------------- | ---------------------- |
| 1.                     | Strangers (타인은 지옥이다) | The Rose               | 3:28                   |                        |                        |                        |                        |                        |                        |
| 2.                     | Strangers (Inst.)           |                        | 3:28                   |                        |                        |                        |                        |                        |                        |
| 6:56                   |                             |                        |                        |                        |                        |                        |                        |                        |                        |

| Sortie le 7 septembre 2019 | Sortie le 7 septembre 2019 | Sortie le 7 septembre 2019 | Sortie le 7 septembre 2019 | Sortie le 7 septembre 2019 | Sortie le 7 septembre 2019 | Sortie le 7 septembre 2019 | Sortie le 7 septembre 2019 | Sortie le 7 septembre 2019 | Sortie le 7 septembre 2019 |
| No                         | Titre                      | Artiste                    | Durée                      |                            |                            |                            |                            |                            |                            |
| -------------------------- | -------------------------- | -------------------------- | -------------------------- | -------------------------- | -------------------------- | -------------------------- | -------------------------- | -------------------------- | -------------------------- |
| 1.                         | Room No. 303               | The Vane                   | 3:27                       |                            |                            |                            |                            |                            |                            |
| 2.                         | Room No. 303 (Inst.)       |                            | 3:27                       |                            |                            |                            |                            |                            |                            |
| 6:54                       |                            |                            |                            |                            |                            |                            |                            |                            |                            |

| Sortie le 21 septembre 2019 | Sortie le 21 septembre 2019 | Sortie le 21 septembre 2019 | Sortie le 21 septembre 2019 | Sortie le 21 septembre 2019 | Sortie le 21 septembre 2019 | Sortie le 21 septembre 2019 | Sortie le 21 septembre 2019 | Sortie le 21 septembre 2019 | Sortie le 21 septembre 2019 |
| No                          | Titre                       | Artiste                     | Durée                       |                             |                             |                             |                             |                             |                             |
| --------------------------- | --------------------------- | --------------------------- | --------------------------- | --------------------------- | --------------------------- | --------------------------- | --------------------------- | --------------------------- | --------------------------- |
| 1.                          | Blow Off                    | Yoari                       | 3:27                        |                             |                             |                             |                             |                             |                             |
| 2.                          | Blow Off (Inst.)            |                             | 3:27                        |                             |                             |                             |                             |                             |                             |
| 6:54                        |                             |                             |                             |                             |                             |                             |                             |                             |                             |

| Sortie le 28 septembre 2019 | Sortie le 28 septembre 2019 | Sortie le 28 septembre 2019 | Sortie le 28 septembre 2019 | Sortie le 28 septembre 2019 | Sortie le 28 septembre 2019 | Sortie le 28 septembre 2019 | Sortie le 28 septembre 2019 | Sortie le 28 septembre 2019 | Sortie le 28 septembre 2019 |
| No                          | Titre                       | Artiste                     | Durée                       |                             |                             |                             |                             |                             |                             |
| --------------------------- | --------------------------- | --------------------------- | --------------------------- | --------------------------- | --------------------------- | --------------------------- | --------------------------- | --------------------------- | --------------------------- |
| 1.                          | Ruin                        | Isaac Hong                  | 3:45                        |                             |                             |                             |                             |                             |                             |
| 2.                          | Ruin (Inst.)                |                             | 3:45                        |                             |                             |                             |                             |                             |                             |
| 7:30                        |                             |                             |                             |                             |                             |                             |                             |                             |                             |

### Fiche technique
Sauf indication contraire ou complémentaire, les informations mentionnées dans cette section peuvent être confirmées par la base de données Hancinema
- Titre original : 타인은 지옥이다
- Titre international et français : Strangers from Hell
- Réalisation : Lee Chang-hee
- Scénario : Jeong I-do
- Production : Kim Woo-sang et Kwon Mi-kyung
- Sociétés de production :
- Sociétés de distribution : OCN (Corée du Sud) ; Netflix (monde)
- Pays d'origine :  Corée du Sud
- Langue originale : coréen
- Format : couleur - 1080i (HD) - son Dolby Digital
- Genre : thriller psychologique
- Durée : 58-65 minutes
- Dates de sortie :
  - Corée du Sud : 31 août 2019 sur OCN
  - Monde : 15 mai 2020 sur Netflix[21]